# ألان نيفيل
ألان نيفيل (بالإنجليزية: Alan Neville)‏ هو لاعب قذف أيرلندي، ولد في 1969 في Clarecastle ‏ في جمهورية أيرلندا.